# Miyako Ōtsuka
Miyako Ōtsuka (大塚宮子?, Ōtsuka Miyako; 21 febbraio 1953) è un'ex cestista giapponese.

## Carriera
Con il Giappone ha disputato i Giochi olimpici di Montréal 1976 e i Campionati mondiali del 1975.